# George Chapman (Giftmörder)

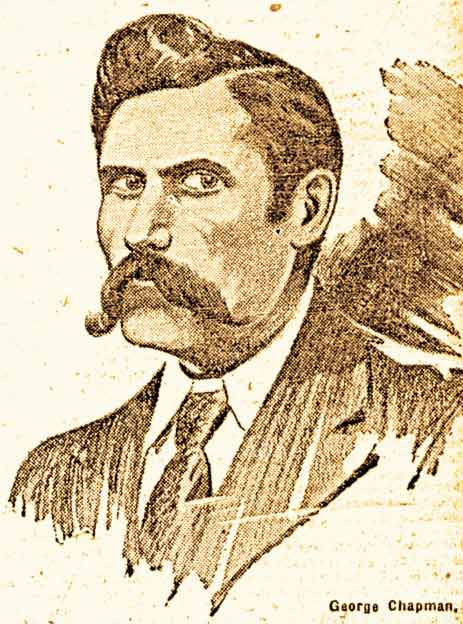
George Chapman

George Chapman, geboren als Seweryn Antonowicz Kłosowski (* 14. Dezember 1865 in Nagórna, Kongresspolen; † 7. April 1903 im Wandsworth-Gefängnis, London, England) war ein polnisch-britischer Giftmörder. Es wurde vermutet, dass er auch Jack the Ripper war.

## Leben
Seweryn Antonowicz Kłosowski begann im Alter von 15 Jahren in Polen eine Lehre als Heilgehilfe und Friseur. Die chirurgische Ausbildung vervollkommnete er dann in einer Klinik in Warschau. Anschließend diente er anderthalb Jahre im Militär als  Feldscher. Um 1887 wanderte er nach London aus, gesichert ist jedenfalls sein Aufenthalt in London ab 1888. Zunächst verdingte er sich als angestellter Friseur, eröffnete aber etwa 1888 einen eigenen Friseursalon im Stadtteil Tottenham. Er heiratete am 29. Oktober 1889 die gebürtige Polin Lucy Baderski, mit der er zwei Kinder zeugte. Bereits kurz darauf tauchte eine weitere Polin auf, die behauptete, ihn bereits in Polen geheiratet zu haben. Sie lebten zunächst in einer ménage à trois zusammen, bevor die später nach London Gekommene nach Polen zurückkehrte. Mit Lucy Baderski wanderte Kłosowski im April oder Mai 1891 in die USA aus und ließ sich in New Jersey nieder, wo er einen Friseursalon eröffnete. Er überwarf sich wegen Frauengeschichten mit seiner Frau, die sich von ihm trennte und nach England zurückkehrte. Er folgte ihr schließlich 1893. In London zogen die Eheleute zunächst wieder zusammen, trennten sich wegen seiner Affären aber bald wieder. Es folgte eine einjährige Beziehung mit einer gewissen Annie Chapman. Nach dem Ende der Beziehung nahm er ihren Namen an und nannte sich fortan George Chapman. Unter diesem Namen wurde er bekannt und später verurteilt.

## Die Taten

### Mary Isabella Spink
1895 lernte George Chapman bei einer Familie Renton, bei der er wohnte, Mary Isabella Spink, geborene Renton, kennen. Diese war noch mit einem anderen Mann verheiratet, lebte aber von diesem getrennt. Mr. Spink hatte sie wegen ihres Hangs zum Alkohol verlassen. Chapman und Frau Spink wurden ein Paar, ab dem Oktober 1895 behaupteten sie gegenüber Bekannten, dass sie verheiratet seien. Sie eröffneten gemeinsam ein Friseurgeschäft, das zunächst gut lief, dessen Umsatz aber nach einiger Zeit wegen des Alkoholkonsums von Mary Spink merklich zurückging. 1897 bat Chapman einen Kunden und Drogisten um eine Flasche mit Brechweinstein. Diese wurde ihm ausgehändigt, nachdem er im Giftbuch den Erhalt quittiert hatte. Der Friseurladen musste aufgegeben werden, Chapman pachtete im Herbst 1897 die Gastwirtschaft Prince of Wales. Bei Mary Spink trat nun eine erhebliche Verschlechterung der Gesundheit ein. Diese war geprägt durch Brechdurchfälle und erhebliche Unterleibsschmerzen. Am 25. Dezember 1897 verstarb Frau Spink schließlich. Der herbeigerufene Arzt vermerkte Tuberkulose als Todesursache im Totenschein. Bei der späteren Obduktion wurde das Gift Antimon in ihrem Körper festgestellt.

### Bessi Taylor
Anfang 1898 nahm Chapman Elizabeth Bessi Taylor als Dienstmädchen in seine Dienste. Auch bei ihr behauptete er gegenüber Gästen und Bekannten, dass sie geheiratet hätten. Sie ging darauf ein und ließ sich „Mrs. Chapman“ nennen. Kurz nach der angeblichen Heirat erkrankte auch sie. Die Ärzte konnten die Ursache der Krankheit nicht diagnostizieren. Am 13. Februar 1901 starb sie. Der Arzt Stoker vermerkte als Todesursache Erschöpfung als Folge übermäßigen Durchfalls und Brechreizes. Auch in ihrer Leiche wurde später Antimon nachgewiesen.

### Maud Marsh
Im August 1901 stellte George Chapman die zwanzigjährige Maud Marsh bei sich ein. Diese hatte zuvor noch bei ihren Eltern gewohnt, zog aber nach der Einstellung in das Gasthaus Chapmans. Auch in ihrem Fall behauptete das Paar, geheiratet zu haben. Maud erkrankte ebenfalls kurz darauf. Sie wurde in ein Krankenhaus gebracht, wo sich ihr Zustand zunächst verbesserte. Daraufhin entlassen, erlitt sie zurückgekehrt zu Chapman aber einen Rückfall. Der herbeigerufene Stoker konnte allerdings keine Ursache für die Erkrankung feststellen. Der Zustand verschlechterte sich trotz der Betreuung durch den Arzt. Ihre Mutter schöpfte schließlich Verdacht und beauftragte den Arzt Grapel mit der Untersuchung ihrer Tochter. Dieser kam zum Schluss, dass eine Vergiftung vorliege, er aber das Gift nicht bestimmen könne. Kurz darauf verstarb Maud Marsh.
Aufgerüttelt durch die entsprechende Mitteilung Grapels veranlasste Stoker die Durchführung einer Obduktion. Bei dieser wurde mit Hilfe einer chemischen Analyse Spuren von Antimon nachgewiesen. Am 23. Oktober 1902 erging der Haftbefehl gegen Chapman. Er wurde durch Inspector Godley, der auch an den Ermittlungen zum Fall Jack the Ripper beteiligt war, festgenommen.

## Prozess
Der Prozess gegen Chapman wurde am 16. März 1903 am Old Bailey eröffnet und dauerte vier Tage. Die Anklage wurde durch den späteren Politiker Edward Carson, der auch schon im Prozess gegen Oscar Wilde aufgetreten war, vertreten, Richter war Justice Grantham. Es wurden insgesamt 37 Zeugen vernommen. Die Obduktionen an den durch die Antimonkonzentration vor Verwesung bewahrten Leichen belastete Chapman zusätzlich. Es bestand ein erhebliches Publikumsinteresse, weshalb die Verhandlungen gut besucht waren. Schließlich erkannte ihn die Jury für schuldig und er wurde zum Tode durch Hängen verurteilt. Das Urteil wurde am 7. April 1903 im Wandworth Prison vollstreckt.

## Verdächtigung Chapmans als Jack the Ripper
Bereits während der Ermittlungen vermuteten Kriminalpolizisten, dass George Chapman Jack the Ripper sei. Diese Ansicht wurde später von verschiedenen anderen Personen aufgegriffen. Im Wesentlichen stützt sich die Vermutung darauf, dass Chapman sich räumlich in der Nähe aufhielt, zeitweilig auch dasselbe Haus wie eines der Opfer bewohnte. Während seiner Anwesenheit in New Jersey kam es außerdem zu einem ähnlichen Mord in New York an einer gewissen Carrie Brown. Außerdem verfügte er durch seine Ausbildung über chirurgische Kenntnisse, die man auch dem Ripper nachsagte. Zudem passte sein Aussehen zu einer Zeugenaussage, die den Ripper beschrieb.
Demgegenüber hätte Chapman seinen Modus Operandi bei seinen Taten ändern müssen, was eher ungewöhnlich ist. Auch die Motivationen der Taten ähneln sich letztlich nicht.